# Jaroslav Novák (politik SPR-RSČ)
Jaroslav Novák (* 18. prosince 1935) je bývalý český politik, v 90. letech 20. století poslanec České národní rady a Poslanecké sněmovny za SPR-RSČ. Pochází z Pelhřimova.

## Biografie
Ve volbách v roce 1992 byl zvolen do ČNR, jako poslanec za Sdružení pro republiku - Republikánskou stranu Československa (volební obvod Jihočeský kraj). Zasedal v zahraničním výboru.
Po vzniku samostatné České republiky v lednu 1993 se ČNR transformovala na Poslaneckou sněmovnu Parlamentu České republiky. V ní mandát obhájil ve volbách v roce 1996. V letech 1992–1996 byl místopředsedou klubu SPR-RSČ. V letech 1996–1998 zasedal v sněmovních výborech ústavněprávním, organizačním a pro sociální politiku a zdravotnictví. V roce 1992 na něj Václav Havel podal žalobu na ochranu osobnosti kvůli výrokům, které Novák publikoval v článku ze září 1992 v Českém deníku, kde uvedl, že se Havel měl v minulosti léčit v protialkoholní léčebně. V lednu 1993 soud nařídil Novákovi se pro uvedení nepravdivých informací Havlovi omluvit. V květnu 1993 pak rozsudek potvrdil i vrchní soud.
Bytem se uvádí v Pelhřimově. V roce 1994 poskytl ve svém bytě formální trvalé bydliště pro politika SPR-RSČ Jana Vika, tak aby dotyčný mohl kandidovat do městského zastupitelstva, třebaže v obci fakticky nepobýval. Ani poslanec Novák v Pelhřimově nebydlel a přebýval v Praze. Novák mandát v zastupitelstvu Pelhřimova získal, ale v květnu 1995 na mandát rezignoval.
V sněmovních volbách v roce 1998 vedl jihočeskou kandidátní listinu SPR-RSČ, nebyl ale zvolen. V komunálních volbách roku 1998 neúspěšně kandidoval do zastupitelstva města Pelhřimov za SPR-RSČ. Profesně je zmiňován coby důchodce.